# 刘丽华
刘丽华，女性，中华人民共和国日语研究者，吉林大学教授。毕业于吉林大学日语系，曾赴日本早稻田大学担任研究员。常年从事日中口译教材研发。

## 著作
- 《中日口译教程》系列 ISBN 9787560044323 ， ISBN 9787521302295
- 《现代日语学习应试词典》 ISBN 9787538337990